# Classe Hotel

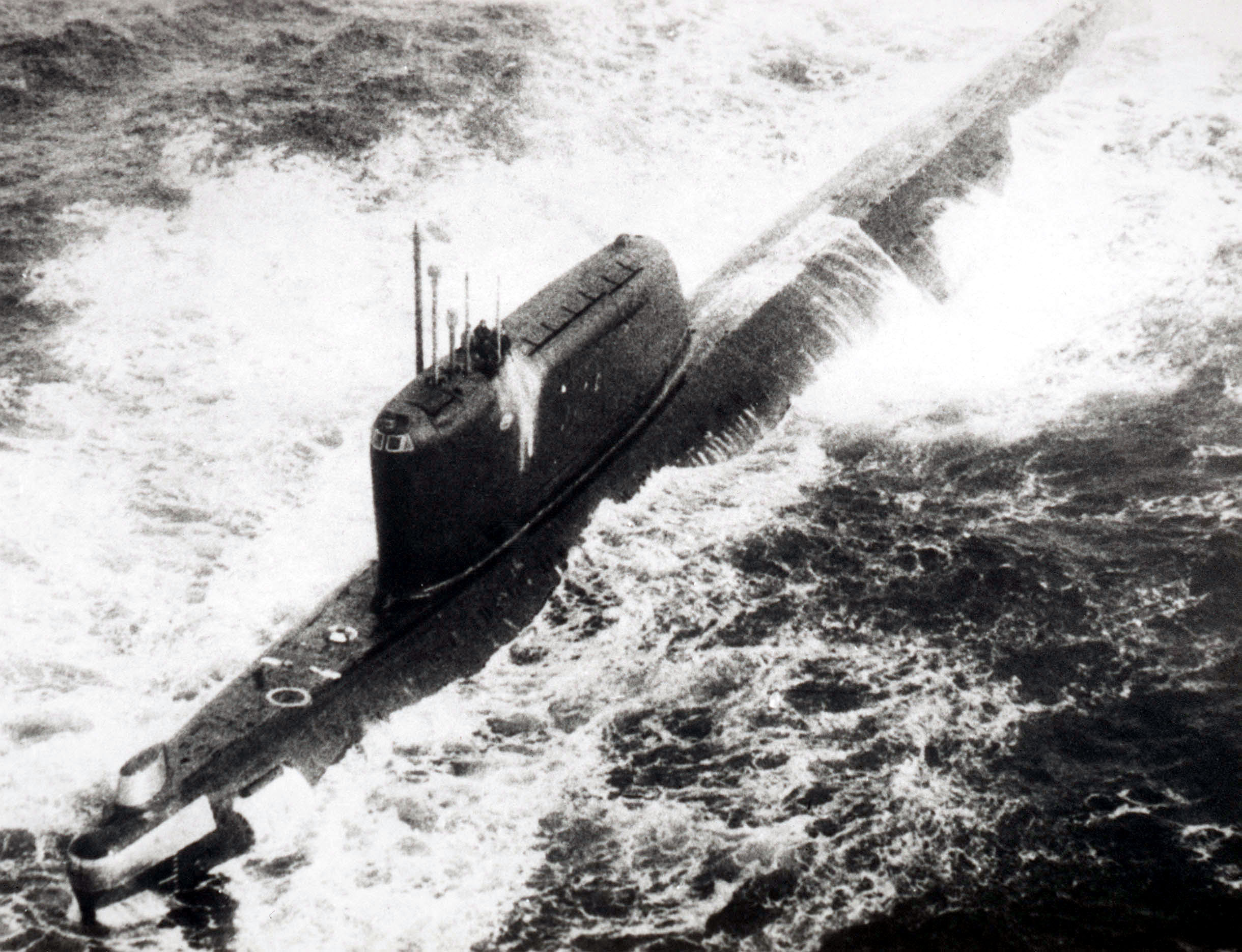
Submarino Hotel II

Classe Hotel é a classificação geral da OTAN para um tipo de submarino de mísseis balísticos que originalmente foi colocado em serviço pela União Soviética em torno de 1959. Na URSS era chamado de  Projeto 658.

## Design
Desenvolvimento do submarino, concebido para transportar o D-2 do sistema de lançamento e R-13 de mísseis, foi aprovada, em 26 de agosto de 1956. O trabalho sobre o projeto começou em setembro de 1956, o técnico do projeto foi concluída no primeiro trimestre de 1957.
O design da classe Hotel foi baseado no Projeto 627 da Classe Novembro, os primeiros submarinos de propulsão nuclear. Eles foram modificados pela adição de um compartimento de míssil. Além disso, tinham pequenos hidroplanos horizontais para uma melhor manobrabilidade e controles de alta velocidade operações submarinas mais confiáveis, com redução de ruído.